# Mészkő (kőzet)
A mészkő jellemzően monomineralikus (egyásványos) üledékes kőzet, aminek legalább 90%-a kalcium-karbonát (CaCO3), azaz kalcit vagy aragonit. A fennmaradó rész főleg más karbonátásvány, kvarc vagy kova, agyag és szerves anyag. Ahogy nő a mészkő dolomittartalma, a kőzet fokozatosan dolomittá alakul. A mészkő és a dolomit átmenete folyamatos:
- amíg a kalcit több benne, dolomitos mészkőről beszélünk,
- amikor a dolomit válik uralkodóvá, a kőzetet meszes dolomitnak hívjuk.

Ezek együtt a karbonátos kőzetek. A karbonátok az üledékes kőzetek régi rendszerezése alapján vegyi és biogén eredetűek lehetnek, az újabb rendszerezés az intrabazinális üledékek közé sorolja.
Sűrűsége rendkívül változó a kompakciós foktól és a kőzetalkotó szemcsék méretétől, alakjától függően.

## Színe
A mészkő színe anyagi összetételétől függően nagyon változatos. A magas karbonáttartalmú, tiszta mészkövek fehérek. A szürkés árnyalatot az agyag vagy a szerves anyag okozza. A viszonylag sok szerves anyagot tartalmazó, ún. bitumenes mészkövek jellegzetesen feketék. Az ugyancsak gyakori sárga, vörös, barna színű mészköveket a vas-ion (Fe3+) színezi ilyenre.

## Képződése

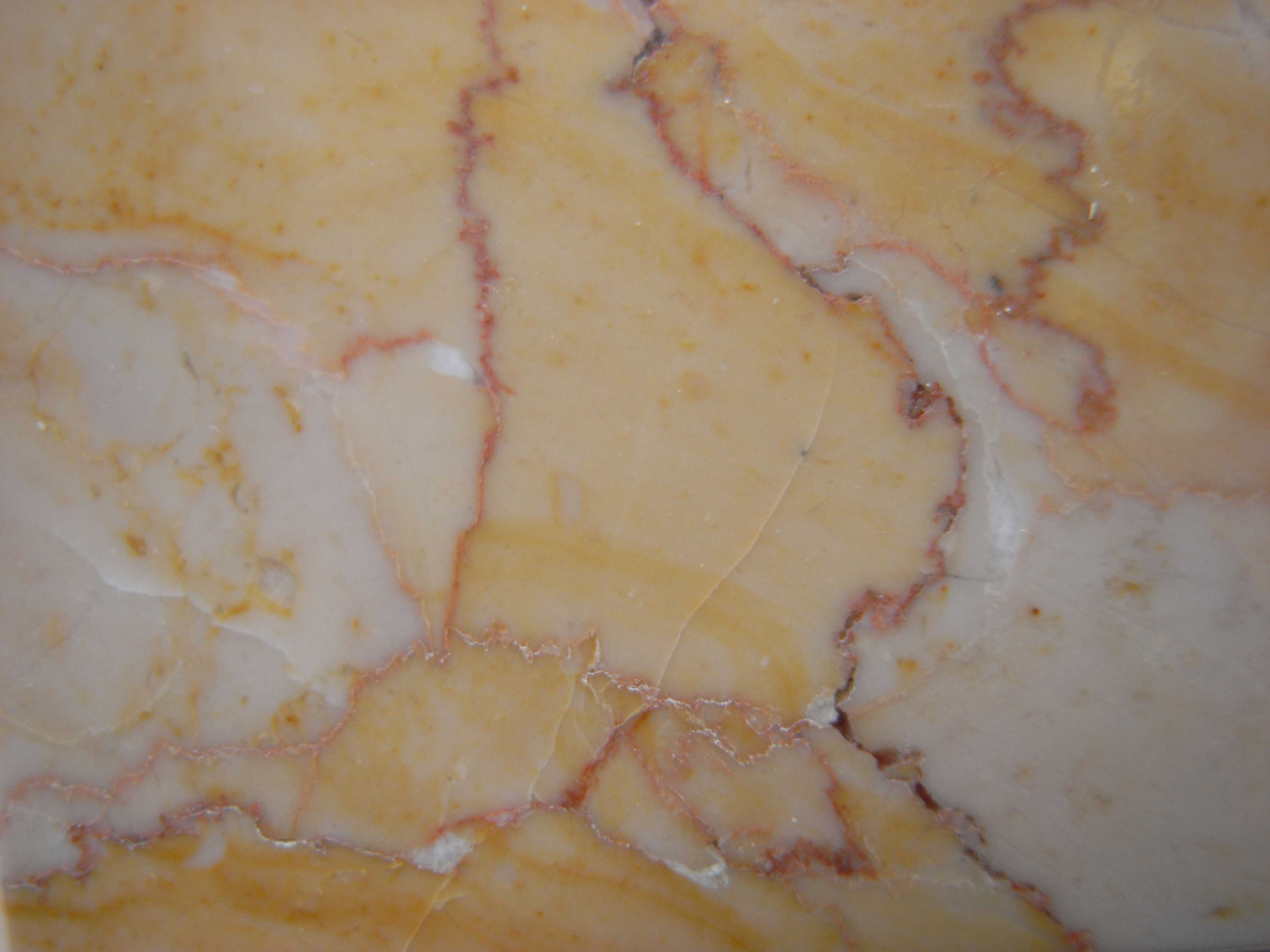
Siklósi mészkő („siklósi márvány”)

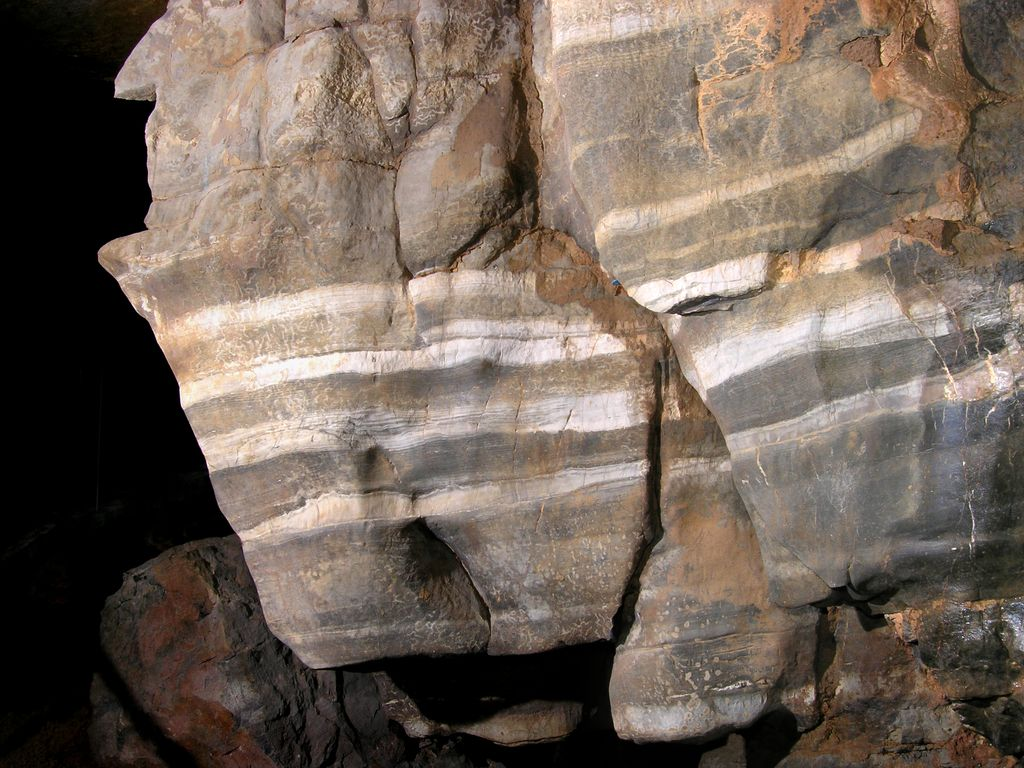
Gutensteini mészkő (Baradla-barlang)

A mészkő anyagának eredeti forrása a magmás kőzetek ásványaiból származó kalcium-ion (Ca2+) és a vulkáni működés során a légkörbe kerülő szén-dioxid (CO2). A földtörténeti fejlődés során az anyag egyre nagyobb hányada származott a régebbi karbonátos kőzetek lepusztulásából. A vízben oldott kalcium-hidrogénkarbonátot a folyók szállítják a tengerekbe. Egyes elképzelések szerint a földtörténet korai időszakaiban a karbonátok közvetlenül, vegyi úton is kicsapódhattak a tengervízből, jelenleg azonban a tengervíz megnövekedett magnéziumtartalma miatt csak a trópusi tengerek erősen besűrűsödő vizéből válik ki egy kevés aragonit. A másik elképzelés szerint a tengervízben oldott kalcium-karbonát túlnyomó részét már az ősi időkben is döntően az élőlények választották ki, mégpedig kétféle módon:
- egyes növények (például a zöld algák) a számukra szükséges szén-dioxidot (CO2) a vízből vonják ki, és ezzel kicsapják a kalcium-karbonátot;
- számos tengeri állat (például az egysejtűek, csigák, kagylók, tengerisünök és -liliomok, korallok) szilárd mészvázat épít magának. Különösen a sekély, jól átvilágított tengervízben hatalmas rendszereket alkotó zátonyépítő fajok (a jelenkorban ezek a korallok) szerepe jelentős. A hullámverés és a zátonyon élő állatok (fúrókagylók, rákok stb.) pusztító hatása fölaprózza a zátony kőzetanyagát, amit a hullámverés és az áramló tengervíz részben a mélyebb tengerbe, részben a zátony és a part közötti lagúnába szállít. Az iszapfaló állatok alaposan átdolgozzák a lerakódott törmeléket, mésziszapot, ezért az eredeti vázmaradványok sokszor teljesen megsemmisülnek. A folytonos üledékfelhalmozódás miatt egyre mélyebbre kerülő mésziszap fokozatosan mészkővé cementálódik. A lerakódó meszes üledékek vastagsága elérheti a több száz, sőt, a több ezer métert.
- Édesvízi mészkő

(ásv.), mésztartalmu, hideg, de leginkább hévvizek üledéke, likacsos, csöves, szálkás vagy földes szövettel, sokszor állati s növényi maradványokkal. Szinök többnyire barnás. Ritkás féleségeit mésztufának, mészszivagnak, travertiónak, limnokalcitnak nevezik. Magyarországban több helyütt fordul elő. Ó-Buda, Kis-Cell, Margitsziget, Gánóc (Szepes vármegye), Vihnye és Szklenó (Selmec mellett). Az édesvizi quarc (hidroquarcit, limnoquarcit), hasonló képződésű opálanyag-lerakódások trachittufában vájódott medencében, hol esetleg kövületeket is tartalmaznak, Tokaj, Hegyalja, Fony, Sárospatak, Lutila, Körmöc mellett; ha likacsos, malomköveknek használják. Válfajai a kovapala, lidiaikő, szalagos quarcit, az opálok; a földesek közül: a tripoli, menilit, kovaliszt kovatuda és a Geysirek porodinamorf képződményei (geyserit), melyek intermittáló forrás módjára nagy erővel lökődnek fel. Úgy a mésztufának, valamint a kovatufának oldott állapota, kitűnően és plasztikusan kövesítő anyag (Megyaszó, Tokaj-Hegyaljától DNy-ra, Tarnóc, Nógrád vármegye, Arizona, Észak-Amerika). Ugy az É., mint a quarcit, jelenkori képződésű (de van diluviális is), egyszerű réteget alkotó kőzetek.

## Barlangok
A mészkőben rendkívül könnyen alakulnak ki barlangok. Ezt a következő tulajdonságai segítik elő:
- viszonylag rideg, merev kőzet, ezért repedéses vízvezető;
- már gyenge savakban is igen jól oldódik, ezért a repedésekbe jutó víz a hasadékokat oldással tágítja (így alakulnak ki a többnyire szűk, ún. korróziós karsztbarlangok és a hévizes barlangok);
- szilárd oldási maradéka igen csekély, így az oldási maradék nem tömi el a repedéseket, a nyílt hasadékokban szabadon áramolhat a víz;
- anyaga, a kalcit a legkevésbé kemény ásványok közé tartozik (keménysége a Mohs-skálán mindössze 3), tehát a bejutó hordalék (főleg a 7 keménységű kvarckavics) erőteljesen koptatja (így alakulnak ki a többnyire tágas, ún. eróziós karsztbarlangok);
- viszonylag szilárd, állékony kőzet, ezért a mészkőben kialakult üregek hosszabb ideig is fennmaradhatnak, nem rogynak be.

Magyarország hegyvidékein sok helyen fordulnak elő különböző korú mészkövek a felszínen, felszín alatti elterjedésük pedig még jelentősebb. Barlangképződésre triász és eocén korú mészköveink a legkedvezőbbek. Triász mészkövekben alakultak ki az Aggteleki-karszt barlangjai, amelyeket az UNESCO a világörökség részévé nyilvánított; eocén-kori mészkövekben fejlődtek ki a budai hévizes barlangok, ilyenekből törnek fel a Duna partján a budai meleg fürdők forrásai.

## Hasznosítása
- tiszta, tömött mészkövek: mészégetés, építészeti kötőanyag
- agyagos, márgás mészkövek: cementgyártás
- tiszta mészkövek: élelmiszeripar, cukorgyártás
- vaskohászatban folyósítóanyag
- állati takarmány-adalék (Ca)
- laza, puha mészkövek: festékipar
- vörös mészkövek, édesvízi mészkő: díszítőkő, burkolókő (Tardosbánya, Sóskút)

Építészeti felhasználásában megkülönböztetjük:
- az úgynevezett puha mészkövet (ragadványneve: mészhomokkő, valójában porózus jellegű, enyhén okkeres színű, tengeri üledékes mészkő) – ez bányanedvesen könnyen faragható; legismertebb bányái: Sóskút, Szentmargitbánya (Ausztria, a Fertő tó mellett)
- a forrásvízi (édesvízi) kemény (fagyálló) mészkövet; ennek legismertebb bányái: Süttő (fehér), Tardosbánya (hússzínű, ún. magyar márvány), Budakalász (fehér, barna).

## Magyarországi vonatkozásai

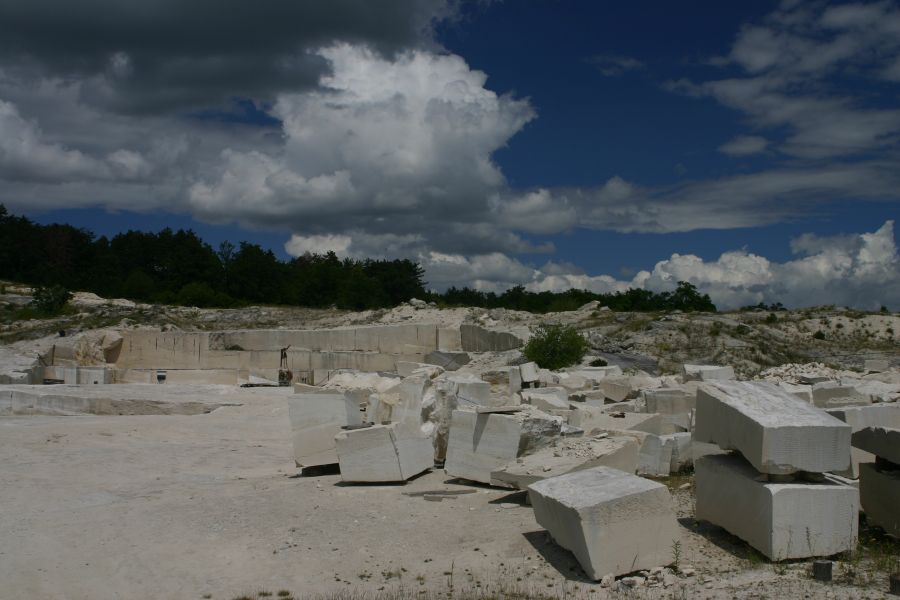
A fertőrákosi kőbánya a híres lithothamniumos lajtamészkővel

Legnevezetesebb hazai előfordulása kétségkívül az Aggteleki-karszt. Fejtőtelepek több helyütt is működnek, elsősorban a cementipar számára alapanyagot szolgáltatva. Az építészeti felhasználású mészkövek közül a puha mészkő fő előfordulási helyei Sóskút, Fertőrákos ill. a szomszédos Szentmargitbánya (Ausztria), míg a kemény mészkőé Süttő és Budakalász. A tardosi bányából származó, hússzínű mészkövet „magyar márvány” címszóval is illetik.